# Chapalote
El maíz chapalote, malpache o mayobachi (del náhuatl tzapatl «enano») es una variedad de maíz del noroeste de México. También se denomina «Grupo Chapalote» a un grupo de razas de maíz del cual el chapalote es el principal, además del maíz elotero de Sinaloa, el dulcillo del Noroeste y el reventador. El chapalote se considera una de las variedades más antiguas de México, y se encuentra en las llanuras (de los 100 a los 500 m s. n. m.) de Jalisco, Nayarit, Sonora y Sinaloa, entre la costa del Pacífico y la Sierra Madre occidental. También se encontraron especímenes a 2000 m s. n. m.
Se caracterizan por una mazorca gruesa y alargada, y grano duro de textura cristalina, harinosa y dulce.